# Cloonfad
Cloonfad är en ort i republiken Irland.   Den ligger i grevskapet Roscommon och provinsen Connacht, i den nordvästra delen av landet, 170 km väster om huvudstaden Dublin. Cloonfad ligger 76 meter över havet och antalet invånare är 285.
Terrängen runt Cloonfad är platt. Runt Cloonfad är det glesbefolkat, med 16 invånare per kvadratkilometer. Närmaste större samhälle är Ballyhaunis, 9,5 km norr om Cloonfad. Trakten runt Cloonfad består i huvudsak av gräsmarker.